# Bâtiment de la Velika škola à Koceljeva
Bibliothèque Janko Veselinović de Koceljeva
Le bâtiment de la Velika škola à Koceljeva (en serbe cyrillique : Зграда Велике школе у Коцељеви ; en serbe latin : Zgrada Velike škole u Koceljevi) se trouve à Koceljeva, dans le district de Mačva, en Serbie. Il est inscrit sur la liste des monuments culturels protégés de la république de Serbie (identifiant no SK 2036),,,.

## Présentation

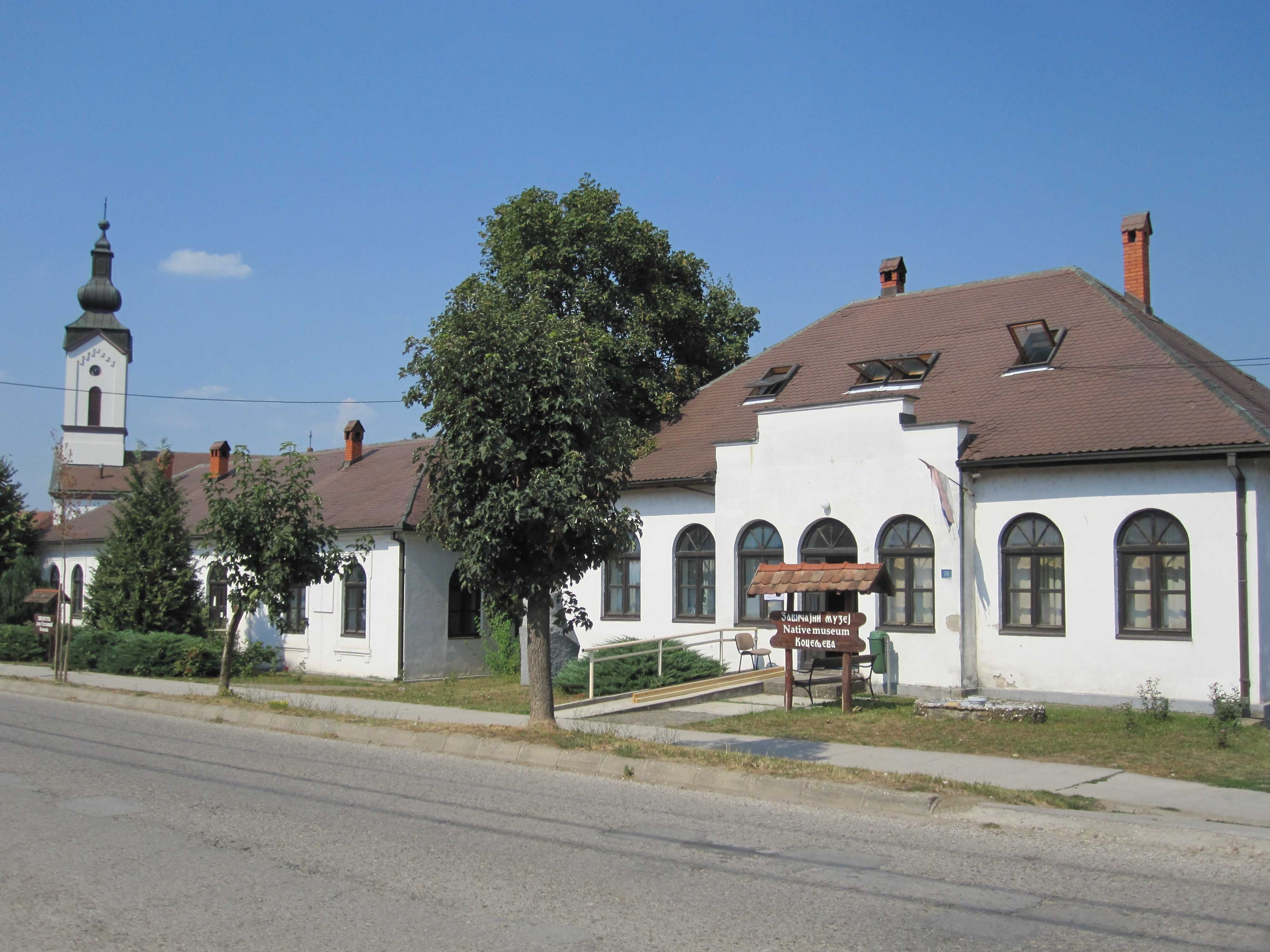
Le bâtiment dans son contexte (au centre), avec le bâtiment de la Mala škola (musée) et l'église Saint-Constantin-et-Sainte-Hélène.

Avec le bâtiment de la Mala škola (la « petite école ») et l'église Saint-Constantin-et-Sainte-Hélène, le bâtiment de la Velika škola (la « grande école ») est l'un des édifices les mieux conservés de la partie la plus ancienne de Koceljeva. Avec l'augmentation de la population de la ville, la petite école, construite en 1871, est devenue trop étroite pour accueillir les enfants et un nouvel établissement scolaire, la grande école, a été édifié en 1901. Pendant les deux premières années de la Première Guerre mondiale, les bâtiments scolaires ont accueilli des blessés et, pendant la Seconde Guerre mondiale, elle a été bombardée par les nazis. Après la guerre, elle a conservé sa fonction scolaire jusqu'à la construction d'une école plus moderne en 1951. Après des travaux réalisés en 2003, elle est devenue une bibliothèque dédiée à Janko Veselinović,.
Le bâtiment est construit sur un plan rectangulaire de 25 m sur 9,5 m. La façade principale, donnant sur la rue, s'organise de manière asymétrique autour de l'entrée principale, entourée de deux fenêtres sur l'un de ses côtés et de cinq sur l'autre. Toutes les fenêtres sont encadrées de moulures peu profondes. Des pilastres rythment la façade et soutiennent une corniche qui court au-dessous du toit.
En plus de sa valeur architecturale, la Velika škola revêt une importance historique pour son rôle dans le développement de l'éducation et de la pédagogie et dans le développement de la culture et de la science à Koceljeva.
Elle abrite aujourd'hui la Bibliothèque publique et la salle de lecture Janko Veselinović de Koceljeva ; cette institution a été fondée en 1946 et dispose d'un fonds d'environ 40 000 ouvrages.